# Seznam slovenskih komornih ansamblov
Seznam slovenskih komornih ansamblov.
Ta seznam zajema zasedbe, ki izvajajo resno glasbo.
* z zvezdico označeni ansambli so v svoji zgodovini zamenjali člane 

## Duo
- Duo Dekleva (Igor Dekleva, klavir, Alenka Dekleva, klavir)
- Duo Jubilet (Marjan Trček, tenor, Boris Šinigoj ml., lutnja)

## Trio

### Klavirski trio
- Trio Amael (Volodja Balžalorsky, violina, Damir Hamidulin, violončelo, Tatjana Ognjanovič, klavir)
- Trio Lorenz (Tomaž Lorenz, violina, Matija Lorenz, violončelo, Primož Lorenz, klavir)
- Trio Tartini (Dejan Bravničar, violina, Ciril Škerjanec, violončelo, Aci Bertoncelj, klavir)

### Ostale zasedbe
- All Capone Štrajh Trio; godalni trio (člani se menjavajo)
- Maister trio (trio klarinetov: Slavko Kovačič, Jurij Hladnik, Bojan Logar)
- Trio Baraga (Stanko Praprotnik, trobenta, Peter Jevšnikar, trobenta, Luca Ferrini, orgle, klavir ali čembalo)
- Trio Barocco Forte (Olga Gracelj, sopran, Stanko Arnold, trobenta, Maks Strmčnik, čembalo ali orgle)
- Trio Seraphim (Marta Močnik Pirc, sopran, Jure Gradišnik, trobenta, Klemen Karlin, orgle)
- Trio Luwigana (Darko Brlek, klarinet, Igor Škerjanec, violončelo, Vladimir Mlinarič, klavir)
- Trio Opus3
- Trio Ritratto dell'amore (Cveto Kobal, flavta, Volodja Balžalorsky, violina, Nedka Petkowa, čembalo)
- Trio Viribus Unitis (Tomaž Lorenz, violina, Jerko Novak, kitara, Franc Žibert, harmonika)

## Kvartet

### Godalni kvartet
- Al Fine (Urška Trček Lenarčič, violina, Neža Piry, violina, Peter Kranjec, viola, Urša Kržič, violončelo)
- InQuartet (Inga Ulokina, violina, Barbara Danko, violina, Špela Pirnat, viola, Gorazd Strlič, violončelo)

- Godalni kvartet Epidaurus
- Godalni kvertet Feguš (Filip Feguš, violina, Simon Peter Feguš, violina, Andrej Feguš, viola, Jernej Feguš, violončelo)
- Godalni kvartet Tartini (Miran Kolbl, violina, Romeo Drucker, violina, Aleksander Milošev, viola, Miloš Mlejnik, violončelo)
- Ljubljanski godalni kvartet* (Monika Skalar, violina, Karel Žužek, violina, Franc Avsenek, viola, Stanislav Demšar, violončelo)
- Godalni kvartet Emona (Tim Skalar Demšar, violina, Neža Capuder, violina, Tilen Udovič, viola, Katarina Kozjek, violončelo)

### Ostale zasedbe
- Kvartet Akord

- Kvartet flavt FOReM (Matjaž Debeljak, Matej Zupan, Matej Grahek, Marko Zupan)
- Kvartet Yost (Slavko Goričar, klarinet, Vera Belič, violina, Svava Bernhardsdottir, viola, Ivan Šoštarič, violončelo)
- Ljubljanski kvartet violončel (Andrej Petrač, Ivan Šoštarič, Tanja Babnik, Klemen Hvala)
- Slovenski kvartet klarinetov (Andrej Zupan, Dušan Sodja, Aljoša Deferri, Janez Benko)

## Kvintet
- Kvintet Dori (Boris Razboršek, Primož Razboršek, Marko Razboršek, Anti Gubenšek, Boštjan Per)

### Pihalni kvintet
- Ariart (Matej Zupan, flavta, Maja Kojc, oboa, Jože Kotar, klarinet, Andrej Žust, rog, Damir Huljev, fagot)
- Pihalni kvintet PanArs
- Slowind (Aleš Kacjan, flavta, Matej Šarc, oboa, Jurij Jenko, klarinet, Metod Tomac, rog, Paolo Calligaris, fagot)

### Trobilni kvintet
- Slovenski kvintet trobil (Stanko Arnold in Matej Rihter, trobenti, Boštjan Lipovšek, rog, Mihael Šuler, pozavna, Darko Rošker, tuba)
- Trobilni kvintet Gallus (Stanko Praprotnik, trobenta, Jože Žitnik, trobenta, Jože Kocjančič, trobenta, Božidar Lotrič, pozavna)
- Trobilni kvintet SNG Opera in balet* (Matjaž Jevšnikar, trobenta, Jure Gradišnik, trobenta, Gregor Dvorjak, rog, Andrej Sraka, pozavna, Andrej Kranjc, tuba)
- UPOL Brass* (Luka Ipavec, trobenta, Boris Peternelj, trobenta, Miha Hafner, rog, Matija Mlakar, pozavna, Rok Šinkovec, tuba)

## Sekstet
- Slovenski godalni sekstet (Ana Dolžan, Vid Sajovic, Nejc Mikolič, Anuša Plesničar, Izak Hudnik, Katarina Kozjek)
- Slovenski sekstet klarinetov (Janez Kotar, Matjaž Emeršič, Tomaž Kmetič, Franc Maček, Janez Mazej, Anton Umek)